# Mollia grandiflora
Mollia grandiflora är en malvaväxtart som beskrevs av W. Meijer. Mollia grandiflora ingår i släktet Mollia och familjen malvaväxter. Inga underarter finns listade i Catalogue of Life.